# Joseph Calleia
Joseph Calleia (pronunție /kəˈleɪə/ kə-LAY-ə; născut Joseph Alexander Caesar Herstall Vincent Calleja, n. 4 august 1897, Mdina, Western Region (Punent)⁠(d), Malta – d. 31 octombrie 1975, Tas-Sliema, Eastern Region (Lvant)⁠(d), Malta) a fost un actor de teatru și film, radio și televiziune și cântăreț american de origine malteză.
După ce a servit în serviciul britanic de transport al Marinei Britanice în timpul Primului Război Mondial, a călătorit în Statele Unite ale Americii unde și-a început cariera pe scena teatrului, inițial în roluri de comedie muzicală, dar mai târziu în producții originale Broadway precum Broadway (1926), Prima pagină (1928), Ultima milă (1930) și Grand Hotel (1930). Calleia a devenit vedetă cu piesa de teatru Small Miracle (1934), primul său rol real de răufăcător, care i-a adus un contract cu Metro-Goldwyn-Mayer.
Calleia a excelat ca răufăcător în filmele de la Hollywood, dar a creat și o serie de personaje întunecate și misterioase, pline de umor, în filme precum Algiers (1938), Five Came Back (1939), Băiatul de aur (1939), Cheia de sticlă (1942) și Gilda (1946). În timpul celui de-Al Doilea Război Mondial, Calleia a condus organizația Malta War Relief din Statele Unite și a făcut turnee pentru USO și Hollywood Victory Committee. După război, a continuat să lucreze constant în filme și televiziune și a jucat în premiera din 1948 de la Londra a piesei de teatru Toți fiii mei a lui Arthur Miller, câștigătoare a premiului Tony. Interpretarea lui Calleia a rolului lui Pete Menzies din filmul lui Orson Welles din 1958 Stigmatul răului este considerată una dintre cele mai bune din cariera sa.

## Biografie

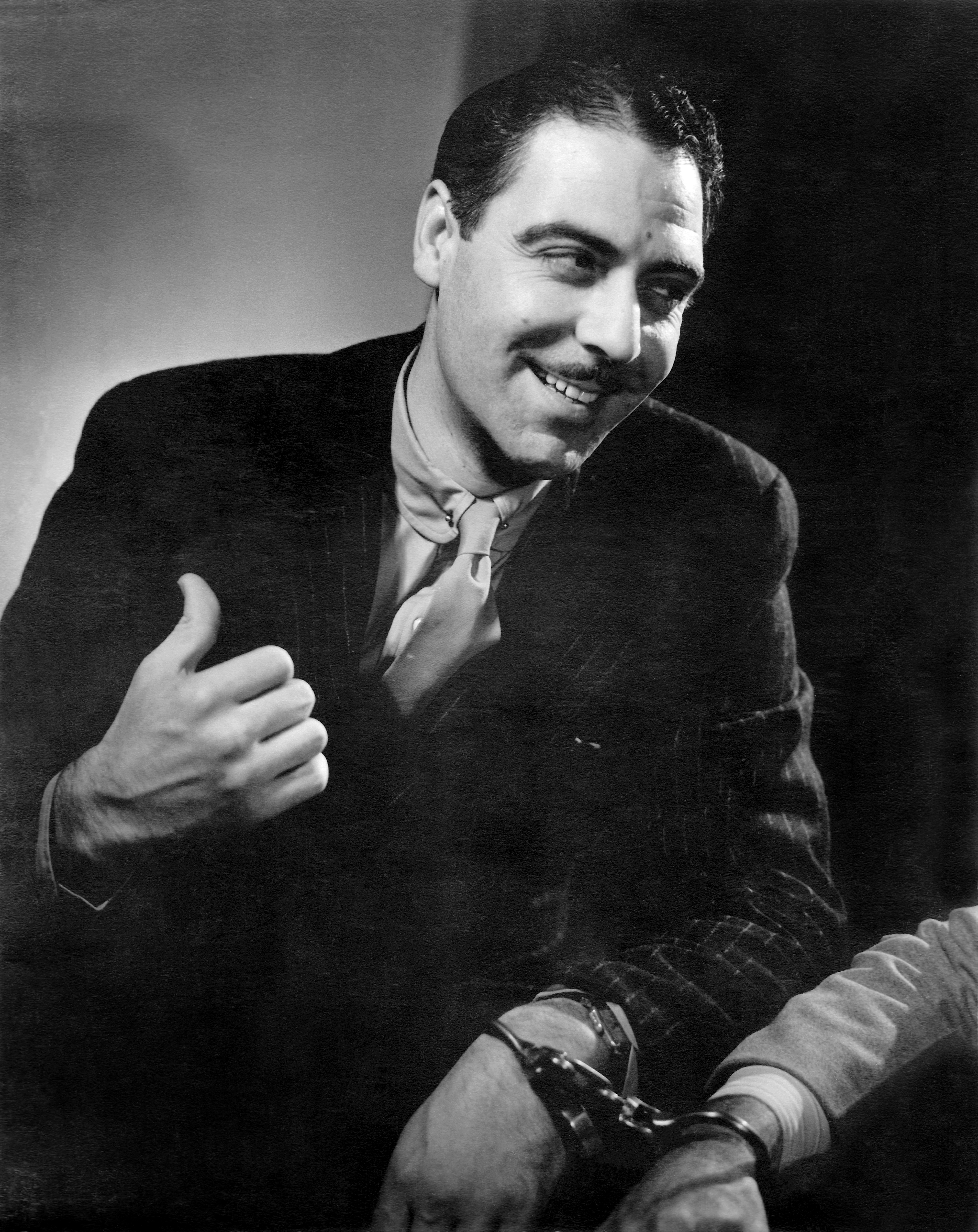
Joseph Calleia în producția de teatru de pe Broadway Small Miracle (1934–35)

Joseph Alexander Caesar Herstall Vincent Calleja s-a născut la 4 august 1897, în Notabile (numit în prezent Mdina), în zona administrativă Saqqajja, în Colonia Coroanei a Maltei. Părinții săi au fost Pasquale și Eleonore Calleja; tatăl său a fost arhitect. Calleia a studiat la colegiile Sf. Iulian și Sf. Aloysius. La vârsta de 12 ani, el a folosit lira care i-a fost dată de Crăciun pentru a cumpăra două duzini de muzicuțe și a organizat o trupă locală ale cărei spectacole au avut curând încasări de  100 de lire sterline pe săptămână. Trimis de tatăl său la Londra pentru a studia ingineria, Calleia și-a folosit vocea sa de tenor în sălile de muzică, interpretând balade scoțiene în portul tradițional. A lucrat ca Joseph Spurin, folosind numele de fată al mamei sale din cauza dezaprobării tatălui său.
În 1914, Calleia s-a alăturat Serviciului Britanic de Transport al Marinei. După ce a călătorit în lume timp de doi ani și jumătate, nava sa a fost torpilată în Canalul Mânecii. Calleia was awarded a campaign medal Internat timp de trei luni, Calleia a primit o medalie de campanie și a fost externat onorabil. A călătorit în Statele Unite în 1917.  Ca șomer, a cântat pentru Crucea Roșie și serviciile armate și s-a oferit voluntar pentru Corpul de tancuri americane.
Calleia și-a început cariera pe scena teatrului în Ziua Armistițiului.  După Primul Război Mondial, a avut doar un succes limitat în vodevil. Și-a câștigat existența alimentând cuptorul de la un magazin universal și a obținut o slujbă de noapte spălând și reparând tramvaiele din New York. Ziua, bântuia birourile de  teatru. Agenția Henry W. Savage l-a trimis pe Calleia la Denver, unde și-a făcut debutul pe scenă cântând în corul comediei muzicale Have a Heart a lui Jerome Kern.  În sezonul următor, a jucat puțin în Pietro (1920) de Otis Skinner care s-a jucat timp de șase săptămâni pe Broadway și 40 de săptămâni în turneu. Calleia și-a suplimentat salariul lucrând ca manager asistent de scenă și reparând portbagaje la 3 dolari fiecare.
Primul rol vorbit al lui Calleia pe scenă a fost în The Broken Wing (1920), o comedie de pe Broadway cu George Abbott și Louis Wolheim în rolurile principale. El a studiat puțin toate părțile piesei și a interpretat rolul unui peon mexican care a cântat la chitară și fredona o melodie numită „Adelai. O mică serenadă mexicană”. Calleia a compus melodia și l-a rugat pe Abbott să scrie versurile; melodia a fost publicată și în cele din urmă a adus fiecăruia drepturi de autor de până la 2.000 de dolari pe an. The Broken Wing a fost un succes, iar după turneul piesei la New York, Calleia și Thurston Hall au fost transferați la o producție londoneză.
După patru luni, spectacolul s-a terminat, iar Calleia a vizitat Malta, unde el și tatăl său s-au împăcat. La cererea tatălui său, el a început să-și folosească numele de familie real și a fost menționat pe generice și afișe ca Joseph Spurin-Calleia.
La 14 februarie 1925, Calleia a debutat în concert la Town Hall din New York City, acompaniat de pianistul Ferdinand Greenwald. „S-a dovedit a fi posesorul unei voci înalte plăcute, pe care a folosit-o cu multă pricepere în ariile italiene”, a scris criticul muzical al  New York Times, Olin Downes, „inclusiv pe cea a lui Rodolfo din La Boheme de Puccini și alții din Trovatore și Rigoletto de Verdi." Într-un recital la Steinway Hall din New York, la 21 februarie 1926, Calleia „a avut o voce cu un timbru plăcut și atractiv” într-un program care a inclus lucrări de Scarlatti, Paisiello, Schumann, Gounod și Leoncavallo, precum și două compoziții proprii.
Calleia a fost distribuit ca ambasadorul spaniol în producția de pe Broadway Prințesa Flavia (1925), o adaptare muzicală a romanului de aventuri al lui Sigmund Romberg, Prizonierul din Zenda. În timp ce aștepta să fie montată producția elaborată, a vândut piane cu atât de mult succes încât proprietarul magazinului i-a oferit un magazin al său dacă ar rămâne în afacere.
În 1926, Calleia a obținut primul său rol proeminent pe scenă, în piesa de succes a lui George Abbott și Philip Dunning, Broadway. El a jucat rolul unui chelner în melodrama pe care criticul New York Times Brooks Atkinson a numit-o mai târziu o „cicloramă zgomotoasă și plină de viață a vieții din culise [care] rămâne un reper în teatrul american”. Calleia a lucrat și ca director de scenă al companiei și, lucrând pentru producătorul Jed Harris, a supravegheat aproximativ zece producții duplicate ale piesei Broadway în SUA și în străinătate.
Au urmat o succesiune de spectacole apreciate în piese de succes de pe Broadway, inclusiv ca reporter de ziar neputincios în Prima pagină (1928), un criminal condamnat în The Last Mile (1930) și ca șofer sinistru în Grand Hotel (1930). Calleia a devenit vedetă cu Small Miracle (1934), o producție de Broadway descrisă de The New Yorker drept „o melodramă foarte satisfăcătoare cu Joseph Spurin-Calleia drept cel mai plăcut criminal pe care l-ai văzut vreodată”.

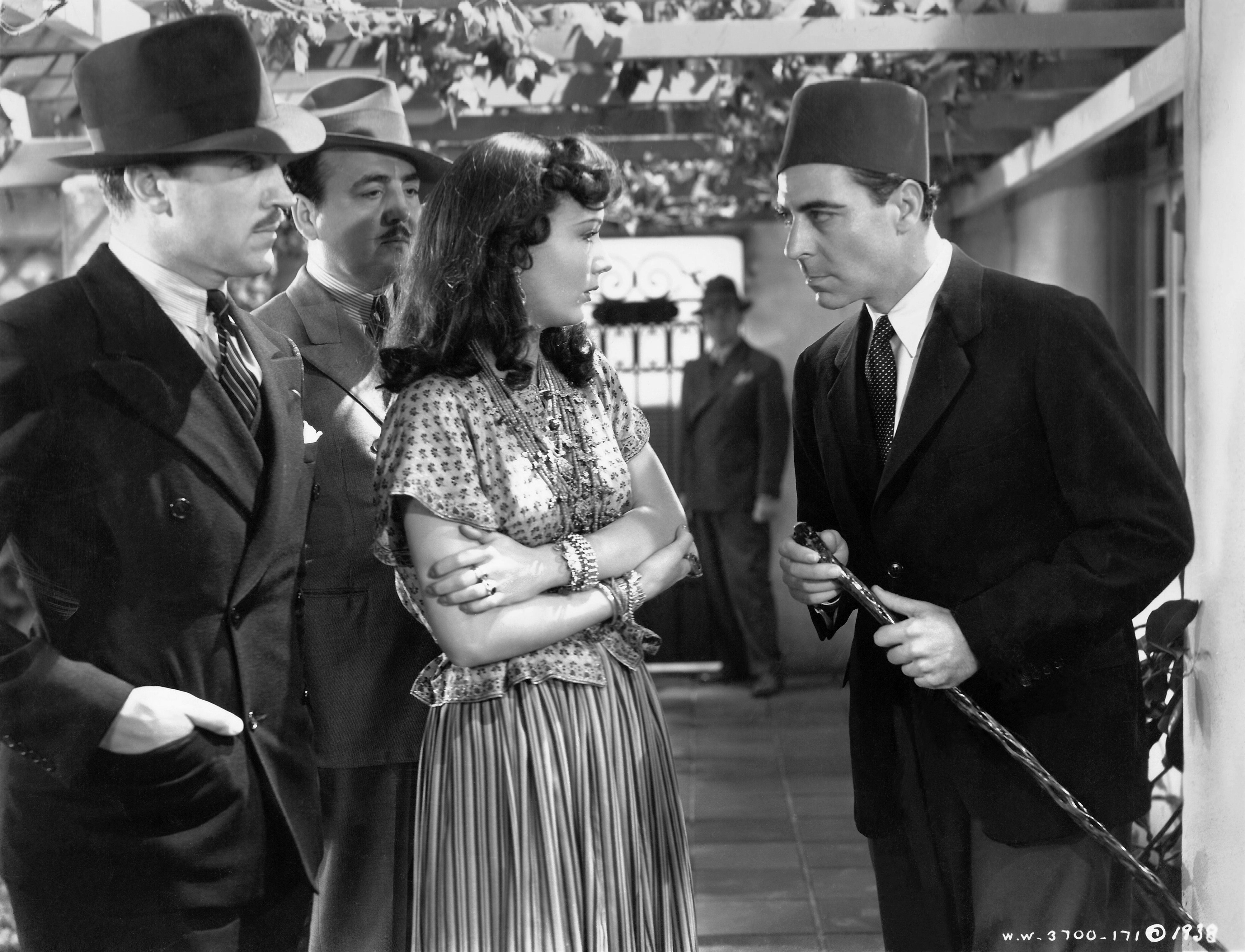
Calleia a primit premiul National Board of Review din 1938 pentru interpretarea sa ca inspectorul Slimane în filmul Algiers (1938).

„Ce actor — Joseph Calleia”, a spus Orson Welles, care a regizat și a jucat alături de Calleia în Stigmatul răului (1958):
M-am îndrăgostit de el când eram un băiețel de zece ani. L-am văzut într-o piesă la New York... o melodramă foarte bine pusă în scenă, care a avut un succes enorm pentru aproximativ un an - a fost adaptată ca un film mai târziu cu altcineva. El a avut rolul principal și nu l-am uitat niciodată. Și de-a lungul anilor l-am văzut în filme – lucruri mărunte. Și nu aș putea uita niciodată acea performanță a lui. A jucat întotdeauna roluri foarte stereotipe în filme, dar este unul dintre cei mai mari actori pe care i-am cunoscut vreodată. Am un mare respect pentru el...:298
Numindu-l pe Ticălosul anului din teatru în 1934, editorialistul la nivel național Paul Harrison de la Newspaper Enterprise Association l-a ales pe „Joseph Spurin-Calleia, al cărui rol de gangster în Small Miracle a oferit unul dintre cele mai bune spectacole de pe Broadway”.
Calleia a avut primul său rol real de răufăcător în Small Miracle, iar succesul său în piesă a fost responsabil pentru mutarea sa la Hollywood. Contractul lui Calleia cu Metro-Goldwyn-Mayer i-a oferit o pauză de șase luni pe an, pentru a-și continua munca în teatru. Nu a fost începător în cinenmatografie – a apărut în trei lungmetraje pe Coasta de Est – dar când MGM a semnat un  contract cu Calleia, au promovat primul său film, Public Hero No. 1 (1935), ca debutul acestuia pe marele ecran.  Portretizarea lui Calleia a bărbatului înarmat a fost catalogat de criticul de film Andre Sennwald de la The New York Times ca una dintre cele mai bune zece interpretări masculine ale anului.
Calleia a excelat în rolul răufăcătorului în filme, dar a vrut să creeze personaje cu o oarecare simpatie în fața spectatorilor. „Mi-ar plăcea să scap de rolurile de răufăcător autentic”, a spus el într-un interviu din 1936. „Dar nu vreau să fiu un erou. Îmi plac rolurile în care sunt puțin pălmuit. Este mult mai stimulant să interpretezi un personaj care nu este[...] nici rău și nici bun.” A creat o serie de personaje întunecate  misterioase și cu umor în filme precum Algiers (1938), Five Came Back (1939), Băiatul de aur (1939), Cheia de sticlă (1942) și Gilda (1946).
În iunie 1935, Calleia a fost anunțat că va juca rolul lui Joaquin Murrieta în I Am Joaquin (intitulat mai târziu Robin Hood of El Dorado), un film la care a scris scenariul. MGM l-a înlocuit cu Warner Baxter, aparent pentru că Joseph Calleia era prea bătrân, cu toate acestea Baxter era cu șase ani mai în vârstă. Calleia a jucat în Man of the People (1937), o dramă politică despre un tânăr avocat care se luptă cu persoanele corporative care storc bani de la oameni.
Calleia a continuat să se lupte cu typecasting-ul, refuzând roluri de răufăcători bine plătite pentru a dezvolta personaje mai complexe. Performanța sa ca inspectorul de poliție Slimane din filmul Algiers al lui Walter Wanger (1938) a fost premiată de National Board of Review. Împreună cu regizorul John Farrow de la RKO Pictures în 1939, el a creat un minunat studiu de personaj ca anarhistul condamnat în Five Came Back și a portretizat un preot eroic în Full Confession. Calleia a fost anunțat că va juca rolul Părintelui Damien într-un film RKO care va fi scris și regizat de Farrow,, dar proiectul nu a fost niciodată realizat.
Calleia a devenit cetățean american naturalizat în noiembrie 1941. În timpul celui de-al Doilea Război Mondial, Calleia a condus organizația Malta War Relief din Statele Unite. Casa în care s-a născut a fost distrusă în 1942; iar familia sa s-a refugiat în subterane prin catacombe antice în timpul bombardamentului aerian constant al Maltei de către puterile Axei, care a durat mai bine de doi ani. Sub auspiciile diviziei cinematografice a USO Camp Shows, el a apărut personal în bazele militare americane în 1943. El a acceptat, de asemenea, invitația Hollywood Victory Committee de a face un tur al taberelor militare din Africa de Nord, în special pentru că itinerarul a inclus Malta. Pe un traseu de 32.000 km, Calleia și mica sa trupă  au jucat în fața personalului de serviciu din Natal, Dakar, de-a lungul coastei de la Casablanca și până la Tunis, înainte de a merge în Malta, pe care Calleia nu o mai vizitase din 1922. Au avut câte două spectacole pe zi și au vizitat toate spitalele la fiecare oprire; au avut șase spectacole în Malta, ca parte a programului de schimb între unitățile de divertisment americane și britanice.
Pe lângă faptul că a lucrat constant în cinematografie timp de încă 20 de ani, Calleia a jucat și în premiera din Londra din 1948 a piesei de teatru câștigătoare a premiului Tony a lui Arthur Miller, Toți fiii mei, unde a avut laude critice unanime. Interpretarea sa din Stigmatul răului (1958) – în rolul lui Pete Menzies, partener de lungă durată al căpitanului de poliție corupt Hank Quinlan (Orson Welles) – este considerată una dintre cele mai bune din cariera sa.
Calleia s-a retras în 1963 la Sliema, Malta. Soția sa, Eleanor Vassallo Calleia, cu care s-a căsătorit în 1929, a murit acolo în 1967. Calleia a murit la 31 octombrie 1975, la vârsta de 78 de ani, în San Iulian. A fost înmormântat în seiful familiei de la Cimitirul Santa Maria Addolorata din Paola.

## Roluri de teatru
| Premiera                               | Titlu                | Rol                         | Note |
| -------------------------------------- | -------------------- | --------------------------- | --- |
| 1919                                   | Have a Heart         | Membru al corului           | Se alătură companiei în turneu în Denver |
| 19 ianuarie – 1 martie 1920            | Pietro               | Miguel                      | Criterion Theatre, New York |
| 1920                                   | Pietro               | Miguel                      | De asemenea, asistent manager de scenă Turneu național de 40 de săptămâni                                                                                     |
| 29 noiembrie 1920 – 1 aprilie 1921     | The Broken Wing      | Basilio                     | 48th Street Theatre, New York |
| 15 august – 18 noiembrie 1922          | The Broken Wing      | Basilio                     | Duke of York's Theatre, London |
| 9 aprilie – 1 iunie 1923               | Zander the Great     | Juan                        | Empire Theatre, New York |
| 2 noiembrie 1925 – 13 martie 1926      | Princess Flavia      | Senor Poncho, Wurfner       | Century Theatre și (de la 1 februarie) Shubert Theatre, New York                                                                                              |
| 16 septembrie 1926 – 11 februarie 1928 | Broadway             | Joe                         | Broadhurst Theatre, New York De asemenea, manager de scenă; de asemenea, se ocupă de aproximativ zece producții duplicate ale piesei în SUA și în străinătate |
| 14 august 1928 – 13 aprilie 1929       | The Front Page       | Kruger, Journal of Commerce | Times Square Theater, New York |
| 13 februarie – 1 octombrie 1930        | The Last Mile        | Tom D'Amoro                 | Sam H. Harris Theatre, New York |
| 13 noiembrie 1930 – 5 decembrie 1931   | Grand Hotel          | Șofer                       | De asemenea, manager general de scenă National Theatre, New York                                                                                              |
| 14 septembrie – 3 decembrie 1932       | Clear All Wires      | —                           | Doar ca manager general de scenă Times Square Theatre, New York                                                                                               |
| 23 decembrie 1932 – 1 februarie 1933   | Honeymoon            | Nicola                      | Little Theatre, New York |
| 17 octombrie – 30 decembrie 1933       | Ten Minute Alibi     | Hunter                      | Ethel Barrymore Theatre, New York |
| 9 iulie 1934                           | The Bride of Torozko |                             | Westport Country Playhouse, Westport, Connecticut |
| 26 septembrie 1934 – 5 ianuarie 1935   | Small Miracle        | Tony Mako                   | John Golden Theatre și (din 11 noiembrie) 48th Street Theatre, New York                                                                                       |
| 7 februarie – februarie 1935           | Small Miracle        | Tony Mako                   | El Capitan Theatre, Hollywood, produs de Henry Duffy cu membrii distribuției originale Robert Middlemass și Joseph King                                       |
| 11 mai – 18 septembrie 1948            | All My Sons          | Joe Keller                  | Lyric Theatre și (din 15 iunie) Globe Theatre, Londra, cu Margalo Gillmore                                                                                    |
| Ianuarie 1955                          | All My Sons          | Joe Keller                  | Alley Theatre, Houston |

## Filmografie
| An   | Titlu                                  | Rol                     | Note                             |
| ---- | -------------------------------------- | ----------------------- | -------------------------------- |
| 1931 | My Sin                                 | Juan                    | [ 33 ]                           |
| 1931 | His Woman                              | Agent                   | [ 33 ]                           |
| 1932 | The Divorce Racket                     | Stephen Arnaud          | [ 33 ]                           |
| 1935 | Public Hero#1                          | Sonny Black             | [ 33 ]                           |
| 1936 | Riffraff                               | Nick Lewis              | [ 33 ]                           |
| 1936 | Exclusive Story                        | Ace Acello              | [ 33 ]                           |
| 1936 | Tough Guy                              | Joe Calerno             | [ 33 ]                           |
| 1936 | Robin Hood of El Dorado                | —                       | Scenarist                        |
| 1936 | His Brother's Wife                     | Fish-Eye                | [ 33 ]                           |
| 1936 | Sworn Enemy                            | Joe Emerald             | [ 33 ]                           |
| 1936 | Sinner Take All                        | Frank Penny             | [ 33 ]                           |
| 1936 | After the Thin Man                     | "Dancer"                | [ 33 ]                           |
| 1937 | Man of the People                      | Jack Moreno             | [ 33 ]                           |
| 1937 | The Bad Man of Brimstone               | Portuguese Ben          | [ 33 ]                           |
| 1938 | Algiers                                | Inspector Slimane       | Premiu National Board of Review  |
| 1938 | Marie Antoinette                       | Drouet                  | [ 33 ]                           |
| 1939 | Juarez                                 | Alejandro Uradi         | [ 33 ]                           |
| 1939 | The Gorilla                            | Stranger                | [ 33 ]                           |
| 1939 | Five Came Back                         | Vasquez                 | [ 33 ]                           |
| 1939 | Băiatul de aur (Golden Boy)            | Eddie Fuseli            | [ 33 ]                           |
| 1939 | Full Confession                        | Father Loma             | [ 33 ]                           |
| 1940 | My Little Chickadee                    | Jeff Badger             | [ 33 ]                           |
| 1940 | Wyoming                                | John Buckley            | [ 33 ]                           |
| 1941 | The Monster and the Girl               | Deacon                  | [ 33 ]                           |
| 1941 | Sundown                                | Pallini                 | [ 33 ]                           |
| 1942 | The Jungle Book                        | Buldeo                  | [ 33 ]                           |
| 1942 | Cheia de sticlă                        | Nick Varna              | [ 33 ]                           |
| 1943 | Pentru cine bat clopotele              | El Sordo                | [ 33 ]                           |
| 1943 | The Cross of Lorraine                  | Antonio Rodriguez       | [ 33 ]                           |
| 1944 | The Conspirators                       | Captain Pereira         | [ 33 ]                           |
| 1946 | Deadline at Dawn                       | Val Bartelli            | [ 33 ]                           |
| 1946 | Gilda                                  | Det. Maurice Obregon    | [ 33 ]                           |
| 1947 | The Beginning or the End               | Enrico Fermi            | [ 33 ]                           |
| 1947 | Lured                                  | Dr. Moryani             | [ 33 ]                           |
| 1948 | The Noose Hangs High                   | Mike Craig              | [ 33 ]                           |
| 1948 | Four Faces West                        | Monte Marquez           | [ 33 ]                           |
| 1948 | Noose                                  | Sugiani                 | Titlul american: The Silk Noose  |
| 1950 | Captain Carey, U.S.A.                  | Dr. Lunati              | [ 33 ]                           |
| 1950 | The Palomino                           | Miguel Gonzales         | [ 33 ]                           |
| 1950 | Branded                                | Mateo Rubriz            | [ 33 ]                           |
| 1950 | Vendetta                               | Guido Barracini         | [ 33 ]                           |
| 1951 | Valentino                              | Luigi Verducci          | [ 33 ]                           |
| 1951 | Pulitzer Prize Playhouse               | Don Fernando            | Episodul: "Night Over Taos"      |
| 1951 | The Light Touch                        | Lt. Massiro             | [ 33 ]                           |
| 1952 | When in Rome                           | Aggiunto Bodulli        | [ 33 ]                           |
| 1952 | Yankee Buccaneer                       | Count Domingo Del Prado | [ 33 ]                           |
| 1952 | The Iron Mistress                      | Juan Moreno             | [ 33 ]                           |
| 1953 | Băiat de mingi                         | Papa Anthony            | [ 33 ]                           |
| 1955 | Underwater!                            | Rico Herrera            | [ 33 ]                           |
| 1955 | The Treasure of Pancho Villa           | Capt. Pablo Morales     | [ 33 ]                           |
| 1955 | The Littlest Outlaw                    | The Padre               | [ 33 ]                           |
| 1956 | Hot Blood                              | Papa Theodore Caldash   | [ 33 ]                           |
| 1956 | Serenade                               | Maestro Marcatello      | [ 33 ]                           |
| 1957 | Wild Is the Wind                       | Alberto                 | [ 33 ]                           |
| 1958 | Stigmatul răului                       | Pete Menzies            | [ 33 ]                           |
| 1958 | The Light in the Forest                | Chief Cuyloga           | [ 33 ]                           |
| 1958 | Have Gun – Will Travel                 | Sheriff Sam Truett      | Episodul: "The Manhunter"        |
| 1959 | Zorro                                  | Padre Simeon            | Episodul:"The Sergeant Sees Red" |
| 1959 | Cry Tough                              | Papa Estrada            | [ 33 ]                           |
| 1960 | The Alamo                              | Juan Seguín             | [ 33 ]                           |
| 1963 | Johnny Cool                            | Tourist                 | [ 33 ]                           |
| 1963 | Bob Hope Presents the Chrysler Theatre | Cagewa                  | Episodul:"A Killing at Sundial"  |

## Roluri de radio
| Premiera          | Titlu                    | Rol             | Note |
| ----------------- | ------------------------ | --------------- | --- |
| 2 martie 1939     | Kraft Music Hall         | Vedetă invitată | Calleia cântă "Adelai", melodia populară pe care el și George Abbott au scris-o pentru „The Broken Wing” de pe Broadway (1920–21) |
| 25 februarie 1940 | The Screen Guild Theater | Hal Wilson      | "Blind Alley" cu Edward G. Robinson                                                                                               |
| 12 noiembrie 1943 | Stage Door Canteen       | Vedetă invitată | [ 101 ] |
| 18 februarie 1944 | Stage Door Canteen       | Vedetă invitată | [ 101 ] |
| 24 noiembrie 1944 | Stage Door Canteen       | Vedetă invitată | [ 101 ] |
| 7 noiembrie 1948  | Theatre Guild on the Air |                 | "Criminal Code" cu Pat O'Brien |

## Moștenire

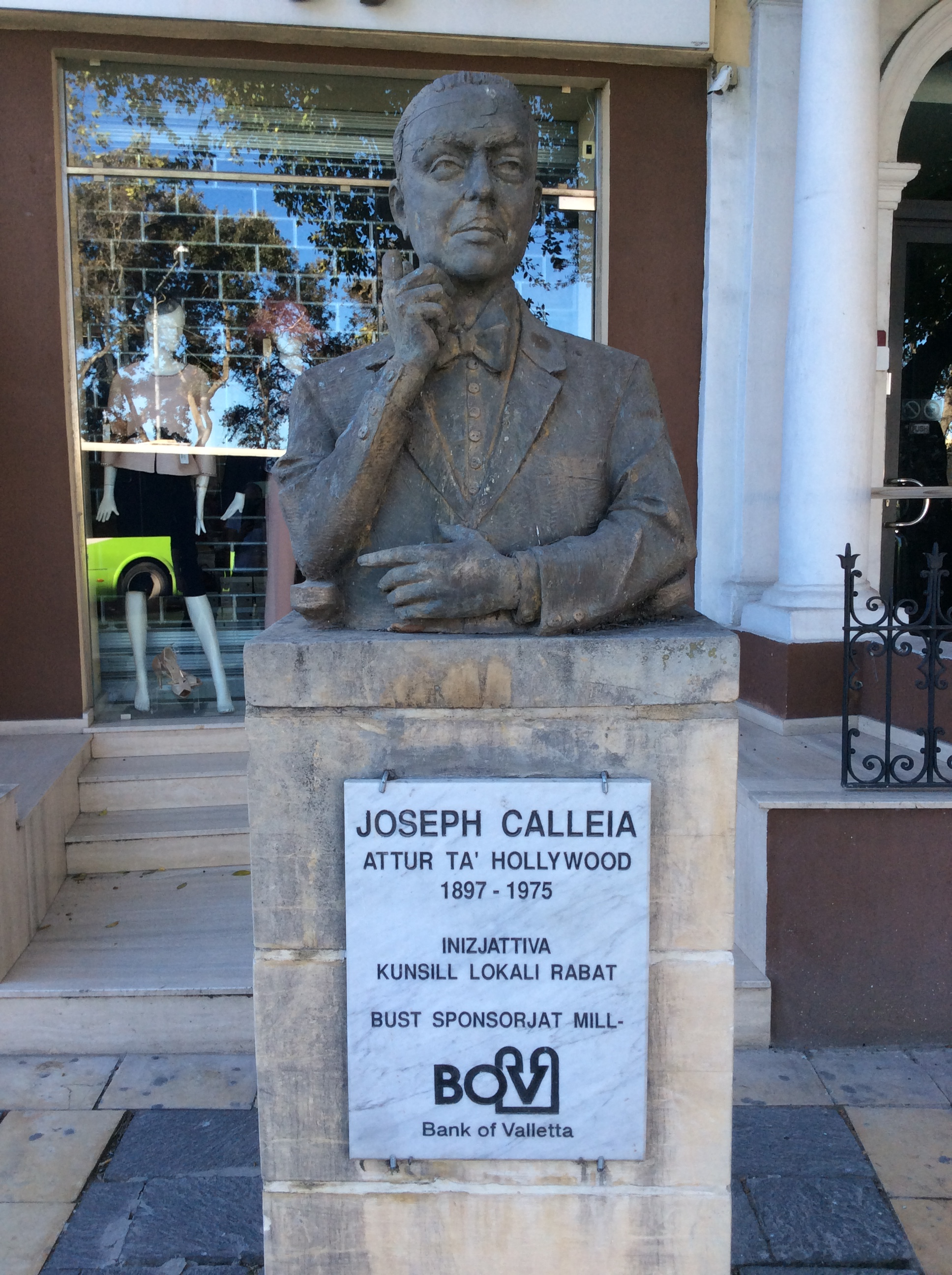
Monumentul lui Calleia din Rabat, Malta, aproape de Mdina, sponsorizat de Bank of Valletta.

Calleia a fost onorat postum de către autoritatea poștală din Malta cu un set de două timbre comemorative emise în 1997. În 2005, la inițiativa lui Eman Bonnici, în vârstă de 15 ani, a fost instalat la locul său natal din Malta un bust al lui Calleia realizat de sculptorului Anton Agius.